# K.Flay
K.Flay, pseudonimo di Kristine Meredith Flaherty (Wilmette, 30 giugno 1985), è una cantautrice e musicista statunitense.
Il suo album in studio di debutto, Life as a Dog, pubblicato nel 2014, ha raggiunto la seconda posizione della Heatseekers Albums, nonché la quattordicesima della Billboard Rap. Nel 2016 ha firmato un contratto discografico con l'Interscope Records e come prima artista assoluta della Night Street Records di proprietà di Dan Reynolds.

## Biografia
Originaria di Wilmette, Illinois, un sobborgo a nord di Chicago. Ha frequentato la New Trier Township High School.
A sette anni, i genitori di Flaherty divorziarono. Poco dopo sua madre si risposò, formando una famiglia allargata. Ha descritto se stessa come un maschiaccio durante l'infanzia, preferendo un vestiario più abbondante e rifiutando "all things girly".
A 14 anni, il padre di Flaherty, un chitarrista che ha amato tutti i generi musicali, è morto. Molte delle sue canzoni sono un omaggio a lui.
Nel 2003 entrò alla Stanford University in California, conseguendo una doppia specializzazione in psicologia e sociologia. Secondo Flaherty, molte persone incontrate durante il periodo alla Stanford hanno influenzato il suo stile musicale.

### Carriera
K.Flay ha iniziato la sua carriera musicale nel 2003, ritenendo che la maggior parte dei successi hip hop alla radio erano "semplicistici, misogini e stereotipati". Dopo essersi vantata con un amico di poter scrivere canzoni simili, scrisse "Blingity Blang Blang", che ha definito come una “parodia rap a basso budget che conteneva troppe oscenità". Dopo aver scritto ed eseguito il brano, Flaherty si rese conto che le piaceva scrivere e produrre musica.
Flaherty ha continuato a sperimentare nel campo musicale scrivendo, eseguendo e registrando canzoni sul suo computer. Nel 2005 ha pubblicato un mixtape, Suburban Rap Queen, che ha prodotto sul suo computer portatile e ha iniziato ad esibirsi nella scena musicale locale.

### 2008–2013:  Materiale autopubblicato e firma con la RCA Records
Nel 2010 k.Flay ha pubblicato l'EP omonimo, e nel 2011 il mixtape "I Stopped Caring in '96", che ha più tardi rimarcato come un punto di svolta della carriera.
K.Flay ha firmato con la RCA Records nel 2012, pubblicando due EP: Eyes Shut nel 2012, con brani prodotti da Liam Howlett della band britannica The Prodigy, e What If It Is nel 2013. Ha abbandonato la RCA Records nel 2013, a causa di divergenze di opinione, dopo aver scritto più di 60 canzoni sotto contratto senza poterne rivendicare i diritti. K.Flay ha descritto il suo periodo con la RCA Records come "un matrimonio malaccorto."

### 2014:Life as a Dog
K.Flay ha annunciato l'uscita del suo album Life as a dog del 2014 offrendo ai fan la possibilità di pre-ordinarlo via PledgeMusic, raggiungendo il 196 per cento del suo obiettivo iniziale. È stato registrato e prodotto a New York, Los Angeles e San Francisco, con il mix finale al Different Fur di San Francisco.
Life as a Dog è stato rilasciato in maniera indipendente il 10 giugno 2014. L'album ha raggiunto la posizione n.˚ 2 sulla Billboard Heatseekers Albums Chart, nonché la posizione n˚ 14 sulla Billboard Rap Albums Chart. Dopo la pubblicazione dell'album, K.Flay è stata ampiamente in tour. Nel 2014 e nel 2015 il tour ha fatto tappa in Germania, Francia e altri paesi europei.
K.Flay si è anche esibita al Warped Tour nel 2014, dicendo che l'esperienza "è stata quasi come un esercizio per diventare un artista migliore".

### 2015:It's Strange
Nel 2015, K.Flay ha collaborato con Louis the Child sulla canzone "It's Strange". Il brano è stato elogiato da Taylor Swift che qualificato "It's Strange" una delle sue "Canzoni che rendono la vita eccezionale" ed è stata inclusa nella colonna sonora di FIFA 16. Il brano ha raggiunto la posizione n.˚ 38 sulla Billboard Hot Dance/Electronic Songs chart.

### 2016–presente: Interscope Records, "FML" eEvery Where Is Some Where
Il 25 marzo 2016 K.Flay ha rilasciato il singolo "FML".
Il 9 agosto 2016, K.Flay ha annunciato di aver firmato per la Night Street Records, una divisione della Interscope Records. Il suo EP Crush Me è stato pubblicato 10 giorni dopo. Uno dei suoi brani, "Blood in the Cut" appare nella colonna sonora di xXx: Return of Xander Cage.
K.Flay's ha lanciato il suo album Every Where Is Some Where il 7 aprile 2017 il cui primo singolo "High Enough", è stato rilasciato nel marzo 2017. È stata confermata come ospite speciale del prossimo Evolve Tour di Imagine Dragons.
Collabora con Mike Shinoda alla registrazione di Make It Up as I Go, brano inserito nell'album Post Traumatic.

### Vita privata
Flaherty è in una relazione con la collega musicista Miya Folick da giugno del 2018.

## Stile musicale e influenze
K.Flay ha indicato Lauryn Hill, M.I.A., Missy Elliott, Metric, Cat Power, Liz Phair, Garbage, Royal Blood, Tame Impala, Shlohmo, OutKast e Jeremih come artisti che l'hanno influenzata.
Descrive il suo stile come hip hop con una forte componente indie nel suo sound.

## Discografia

### Album in studio
| Anno | Album                                                                                    | Posizioni classifiche | Posizioni classifiche | Posizioni classifiche | Posizioni classifiche |
| Anno | Album                                                                                    | US                    | US Rap                | US Heat               | CAN                   |
| ---- | ---------------------------------------------------------------------------------------- | --------------------- | --------------------- | --------------------- | --------------------- |
| 2014 | Life as a Dog - Pubblicato: 24 giugno 2014 - Etichetta: Bummer Picnic Records - Formato: | 133                   | 14                    | 2                     | —                     |
| 2017 | Every Where Is Some Where - Pubblicato: 7 aprile 2017 - Etichetta: - Formato:            | 118                   | —                     | 1                     | 50                    |
| 2019 | Solutions - Pubblicato: 12 luglio 2019 - Etichetta: Interscope - Night Street - Formato: |                       |                       |                       |                       |

### Raccolte e mixtape
| Anno | Titolo                  | Etichetta    |
| ---- | ----------------------- | ------------ |
| 2004 | Suburban Rap Queen      | Flayzer Beam |
| 2009 | Mashed Potatoes         | Flayzer Beam |
| 2011 | I Stopped Caring in '96 | Flayzer Beam |
| 2013 | West Ghost              | Flayzer Beam |

### EP
| Anno | Titolo                             | Etichetta           |
| ---- | ---------------------------------- | ------------------- |
| 2009 | Single and Famous EP (con MC Lars) | Horris/Flayzer Beam |
| 2010 | K.Flay                             | indipendente        |
| 2012 | Eyes Shut                          | RCA                 |
| 2013 | What If It Is                      | RCA                 |
| 2016 | Crush Me                           | Interscope          |

### Singoli
| Titolo                                    | Anno | Classifiche | Album di provenienza         |
| Titolo                                    | Anno | US Alt.     | Album di provenienza         |
| ----------------------------------------- | ---- | ----------- | ---------------------------- |
| "2 Weak"                                  | 2011 | —           | —                            |
| "5AM" (featuring SomethingALaMode)        | 2011 | —           | —                            |
| "Fuck & Run"                              | 2011 | —           | —                            |
| "Rest Your Mind" (featuring Felix Cartal) | 2012 | —           | —                            |
| "LA Again"                                | 2012 | —           | —                            |
| "Hail Mary" (featuring Danny Brown)       | 2013 | —           | What If It Is                |
| "Rawks"                                   | 2013 | —           | What If It Is                |
| "Make Me Fade"                            | 2014 | —           | Life as a Dog                |
| "FML"                                     | 2016 | —           | —                            |
| "Blood in the Cut"                        | 2016 | 4           | Every Where Is Some Where    |
| "Black Wave"                              | 2017 | —           | Every Where Is Some Where    |
| "High Enough"                             | 2017 | 26          | Every Where Is Some Where    |
| "Run For Your Life"                       | 2018 | —           | Tomb Raider (colonna sonora) |

### Apparizioni
| Anno | Titolo                                          | Album di provenienza                                       |
| ---- | ----------------------------------------------- | ---------------------------------------------------------- |
| 2013 | Hail Mary (featuring Danny Brown)               | Need for Speed: Rivals                                     |
| 2013 | Ribcage (featuring K.Flay)                      | Heart on My Sleeve                                         |
| 2013 | Easy Fix                                        | This Is the End: Original Motion Picture Soundtrack        |
| 2015 | Telescope (Golden Features featuring K.Flay)    | XXIV                                                       |
| 2015 | Say It (featuring K. Flay)                      | Dopamine                                                   |
| 2015 | Promise (featuring K. Flay)                     | Automatic                                                  |
| 2015 | It's Strange (featuring K. Flay)                | Non-album single                                           |
| 2016 | It's Strange (Louis the Child featuring K.Flay) | FIFA 16                                                    |
| 2017 | Blood in the Cut                                | xXx: Return of Xander Cage (Music from the Motion Picture) |
| 2018 | Make It Up as I Go (Mike Shinoda feat. K.Flay)  | Post Traumatic                                             |
| 2018 | Lucky One (Tom Morello feat. K.Flay)            | The Atlas Underground                                      |